# Перл Крабс
Перл Крабс (англ. Pearl Krabs) — одна из главных персонажей американского мультсериала «Губка Боб Квадратные Штаны». Перл является кашалотом-подростком, дочерью владельца известного ресторана быстрого питания в Бикини-Боттом «Красти Краб», мистера Крабса. Была придумана морским биологом и художником-мультипликатором Стивеном Хилленбергом, а озвучена Лори Алан.

## Роль в мультсериале «Губка Боб Квадратные Штаны»
Перл Крабс — кашалот-подросток, приёмная дочь мистера Крабса. Поскольку она кашалот, в отличие от остальных персонажей Перл изображается как необычайно высокая и тяжёлая. Её размер по сравнению с другими персонажами часто используется для визуальных приколов в мультсериале: например, она способна встряхнуть весь Красти Краб, когда она прыгает, и может наполнить весь ресторан слезами, когда она плачет. Куда бы она ни пошла, она громко топает и заставляет землю слегка дрожать. По характеру Перл — жизнерадостная, наивная и доброжелательная. Она очень дружелюбна и доверчива к своим сверстникам в средней школе Бикини-Боттом, несмотря на то, что они обычно не ведут себя так же с ней.
Мистер Крабс пытается заинтересовать Перл работой в «Красти Краб» — их семейном бизнесе, но она не хочет работать там, пока не окончит школу, считая, что это разрушит её социальную жизнь. Несмотря на это, она управляет рестораном, когда мистер Крабс не может, и заменяет других сотрудников, когда это необходимо; она унаследует ресторан и состояние своего отца, когда вырастет. Любимое занятие Перл — посещение торгового центра и использование кредитной карты её отца, чтобы купить всё, что находится в моде. Несмотря на то, что мистер Крабс не одобряет траты Перл, он всё же платит за вещи, чтобы не разочаровывать свою дочь. С серии 9 сезона «Перл из торгового центра» Перл работает в магазине пожилых людей «Бабушкин передник», расположенном на цокольном этаже торгового центра.
Перл имеет серую кожу и высокий рост, у неё светлые волосы, которые она завязывает в конский хвост с розовой резинкой. В нижней части её носа есть красная помада в виде сердца, на шее имеет пять брюшных складок. Обычно Перл носит розовую футболку с буквой «P» посередине, фиолетовую юбку и белые сапоги.

### Происхождение
Разница в биологических видах между Перл и её отцом никогда не объяснялась непосредственно в мультсериале, но члены съёмочной группы утверждали, что мистер Крабс был когда-то женат на ките, которая и родила Перл. По словам Винсента Уоллера, креативного режиссёра и нынешнего шоураннера мультсериала, Стивен Хилленберг получал много писем с просьбой рассказать историю происхождения Перл, но он был категорически против раскрытия личности мамы Перл и принял решение держать это в секрете на протяжении всего мультсериала. Тем не менее, был написан пошаговый план эпизода, фокусирующегося на её происхождении, и начались ранние стадии производства, но эпизод был отложен на неопределённый срок из-за неодобрения Хилленберга. Когда один из фанатов предположил возможное происхождение, Уоллер сказал: «Вы не первый, кто пытается это сделать, включая сценаристов. Стив говорит «нет» любым объяснениям происхождения Перл». 30 декабря 2016 года Уоллер подтвердил, что этот эпизод никогда не будет снят.
На «Dragon Con 2016» Лори Алан и Роджер Бампасс обратились к происхождению Перл в роли их персонажей — Перл и Сквидвард. В пародии Сквидвард спрашивает Перл, удочерена ли она. Перл не даёт определённого ответа, вместо этого говоря, что она становится эмоциональной из-за этой темы. Позже актёры сказали что местонахождение мамы Перл «секретно», а после пошутили, что миссис Крабс была доставлена в океанариум.

## Создание
Перл была одним из первых пяти персонажей, созданных Стивеном Хилленбергом для мультсериала. Её концептуализация уходит корнями в период пребывания Хилленбурга преподавателем в Институте океанологии округа Ориндж в Дана-Пойнте, штат Калифорния. На решение Хилленберга включить китового персонажа повлияло его регулярное наблюдение за китами. Оригинальный эскиз Перл включал хвост и косички, которые были отброшены из её окончательного дизайна. Также у мистера Крабса и Перл изначально была одинаковая жёлтая и оранжевая одежда, но перед началом производства пилотного эпизода им дали индивидуальные цвета. Хилленберг сделал Перл другим биологическим видом, потому что хотел разнообразия у главных героев. Когда он впервые разрабатывал персонажей, Стив хотел, чтобы Перл и мистер Крабс путешествовали по городу на катере с прицепленным к нему трейлером размером с кита; данный элемент был впервые представлен в дебютной серии Перл «Скрипучие сапоги».
Хилленберг изначально планировал, что Перл и Мистер Крабс будут отдельными персонажами с конкретными эпизодами, посвящёнными каждому персонажу в отдельности. Это произошло в нескольких ранних эпизодах, таких как «Кавалер», но создатели сочли более естественным включить и мистера Крабса, и Перл. Хилленберг считал это самой большой разницей между серией и тем, как он изначально её представлял.

### Озвучивание
Перл озвучивает Лори Алан. Когда во время прослушивания на эту роль ей показали ранний рисунок Перл с другими главными героями, она заметила, что Перл была намного больше остальных актёров, и решила отразить размер персонажа в своём голосе, сделав его глубоким и полным. Роджер Бампасс, актёр озвучивания Сквидварда, описал озвучивание Лори Алан как «уникальное и замечательное». В интервью «AfterBuzz TV» Алан сказала, что она знала, что Перл «должна была звучать как ребёнок», но в то же время нуждалась в «ненормально большом голосе».

## Восприятие
Персонаж Перл получил популярность и признание критиков и фанатов мультсериала. В обзоре первого официального трейлера фильма «Губка Боб в 3D» Виктория Макнелли из «The Mary Sue» сказала, что Перл — её любимый персонаж, и она была разочарована, не увидев её в превью фильма. Она пишет: «Если им удастся где-нибудь включить Перл в сюжет, я заберу всё, что уже сказала об этом фильме. Может быть, её удастся высадить на берег, я не знаю. Перл — лучшая». Джозеф Фой, автор романа «SpongeBob SquarePants and Philosophy», чувствовал, что трудно не посочувствовать ситуации Перл, поскольку она считает, что она «важнее для отца, чем деньги», но «мы, зрители, видим иначе». Пол Мэвис в своём обзоре на «DVD Talk» отметил, что он нашёл Перл «раздражающе смешной». В 2013 году испанский писатель Хосе Антонио Гомес Мари сказал, что, по его мнению, Перл привносит в шоу легко узнаваемый юношеский оттенок. Как и мистер Крабс, Перл также считалась стереотипным персонажем. Шэрон Лэмб и Лин Микель Браун написали в своей книге «Packaging Girlhood», что Перл проявляет черты типичной девчушки. Исследование, проведенное федеральным офисом по вопросам гендерного равенства в Мексике, «El Instituto Nacional de las Mujeres», показало, что роли Перл иногда зависят от характеристик, связанных со стереотипами о женщинах, таких как тщеславие и материализм.
В статье для «Complex» Дебби Энкалада похвалила мультсериал за нарушение социальных норм; изображение Крабсов как неполной семьи было особо выделено как пример «подрывной деятельности шоу, тонко оспаривающего идею нуклеарной семьи». Психолог Стив Харриман описывает динамику семьи Крабсов в книге «Absorbing SpongeBob» 2005 года, где он обращает внимание на отсутствие объяснения различий между биологическими видами Перл и мистера Крабса, отмечая, что только после просмотра нескольких эпизодов зрители осознают, что семья Крабсов распалась. Он также ставит под сомнение решение сосредоточиться на семье Патрика, а не на семье Перл, приводя в пример серию «Я дружу с дураком».

## Появление в других СМИ
Перл была представлена в различных товарах по мультсериалу, таких как плюшевые игрушки, видеоигры и комиксы. Платформа, смоделированная по образу «Красти Краба» вместе с искусственным мистером Крабсом, с талисманом-Перл, который приветствовал гостей, регулярно появлялся на параде «SpongeBob ParadePants» в австралийском океанариуме «Sea World». В 2011 году инди-рок-группа «Yo La Tengo» исполнила живую версию рекламного ролика мистера Крабса и Перл из серии «Как по телику».